# Norwegian Dawn (schip, 2002)
De Norwegian Dawn is een cruiseschip van Norwegian Cruise Line en kwam een jaar na het zusterschip Norwegian Star in de vaart. De boeg van het schip kreeg net zoals de andere schepen van de rederij een kleurrijke versiering. Uniek aan het schip zijn de vier originele meesterwerken van Matisse, Renoir, van Gogh en Andy Warhol. Op het schip is er keuze uit 10 restaurants. Het schip heeft 12 dekken, er zijn 2 zwembaden.